# 2028
Năm 2028 (số La Mã: MMXXVIII). Trong lịch Gregory, nó sẽ là năm thứ 2028 của Công nguyên hay của Anno Domini; năm thứ 28 của thiên niên kỷ 3 và của thế kỷ 21; và năm thứ chín của thập niên 2020.

## Sự kiện

### Tháng 7
- 21 tháng 7 - 6 tháng 8: Thế vận hội Mùa hè 2028 tại Los Angeles, Hoa Kỳ.

### Tháng 8
- 21 tháng 7 - 6 tháng 8: Thế vận hội Mùa hè 2028 tại Los Angeles, Hoa Kỳ.

### Tháng 11
- Bầu cử tổng thống Hoa Kỳ, 2028